# Henrietta Moore (Sozialanthropologin)

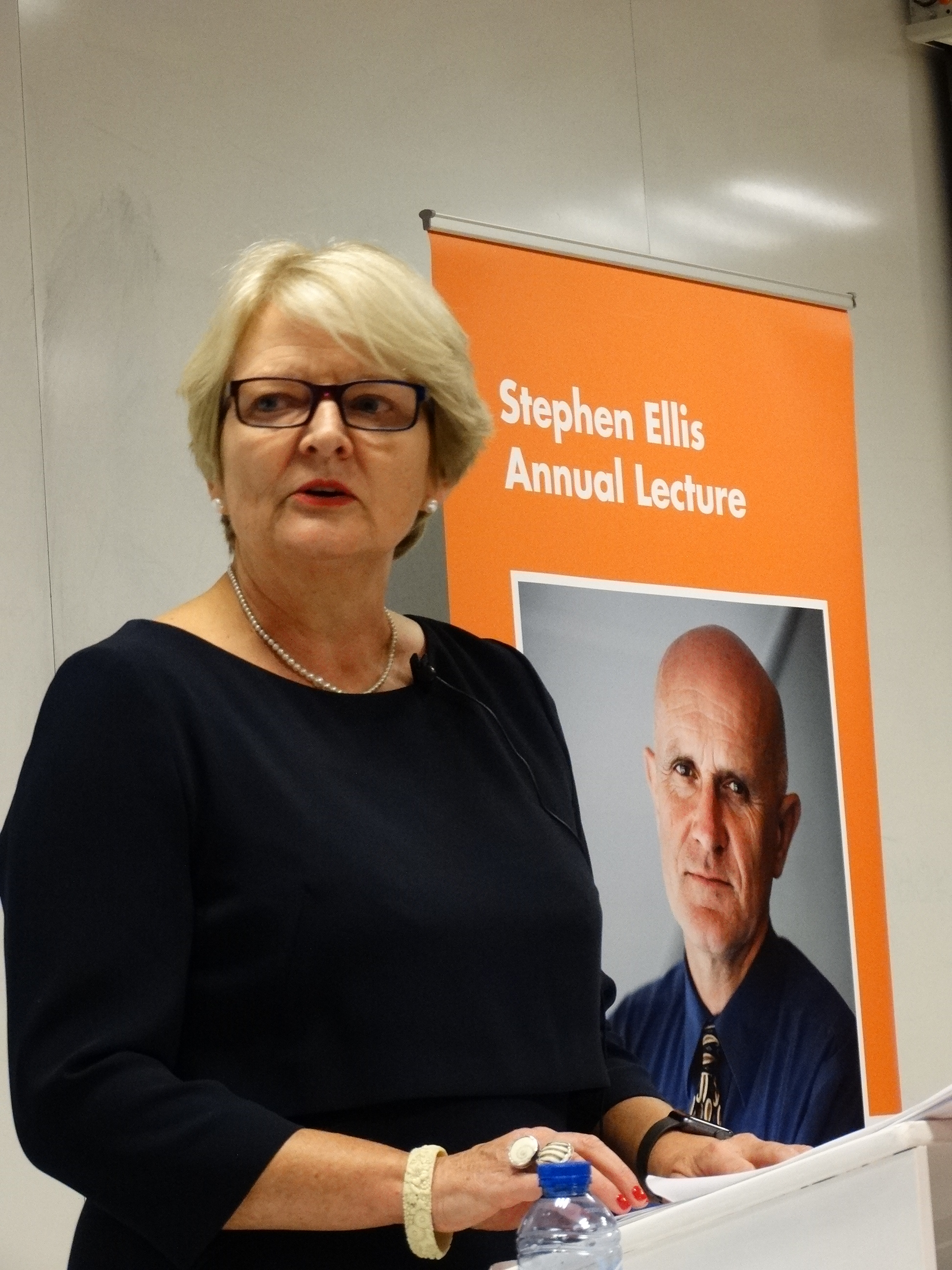
Henrietta Moore (2018)

Dame Henrietta Louise Moore, DBE (* 18. Mai 1957) ist eine englische Sozialanthropologin. Sie ist Fellow of the British Academy und Professorin auf dem William-Wyse-Lehrstuhl für Sozialanthropologie an der Universität Cambridge. Zuvor war Henrietta Moore von 2002 bis 2005 Vizerektorin für Forschung und Außenbeziehungen an der London School of Economics (LSE) und Leiterin des Gender Institute an der LSE von 1994 bis 1999.

## Laufbahn
Henrietta Moore ist Sozialtheoretikerin und feministische Anthropologin. Sie entwickelte eine charakteristische Methode zur vergleichenden Analyse von Gender und Sexualität, und von den Verbindungen zwischen Kultur und Globalisierung. Ihre neueren Arbeiten konzentrieren sich auf virtuelle Welten, neue Technologie, Online-Identitäten und dem Verhältnis zwischen Globalisierung und dem Selbstbild von Menschen.
Sie engagiert sich seit vielen Jahren in Forschungen zu Afrika, mit den Schwerpunkten Genderforschung, Sicherung des Lebensunterhalts, gesellschaftlicher Wandel und Entwicklung. Sie engagiert sich für die Anwendung sozialwissenschaftlicher Erkenntnisse in Geschäftsleben, Kunst und Politik.
Sie ist Vorsitzende und Mitbegründerin der SHM Productions Ltd, einer Beratungsforma für Forschung und Innovation, die sowohl im öffentlichen Sektor als auch in der Privatwirtschaft aktiv ist. SHM gründet sich auf das Prinzip, dass die menschliche Motivation die Grundlage für geschäftlichen Erfolg ist und dass sie entscheidend die Innovation im öffentlichen und privaten Sektor beeinflusst.
Sie hatte zahlreiche Gast-Lehraufträge in den Vereinigten Staaten, in Deutschland, Norwegen, Südafrika und anderen Ländern.
2007 wurde sie als Fellow of the British Academy berufen. Sie ist Fellow der Royal Society of Arts, akademisches der Mitglied der Academy of Learned Societies for the Social Sciences, Mitglied der Association of Social Anthropologists of the United Kingdom and the Commonwealth, Fellow des Royal Anthropological Institute of Great Britain and Ireland und Mitglied der American Association of Anthropologists.
2009 wurde sie als Mitglied des wissenschaftlichen Rates des Europäischen Forschungsrates berufen. 2001 wurde sie Mitglied des Barbican Centre Trust. Dieser widmet sich den künstlerischen Programmen und Lernprogramm des Barbican Centre, beispielsweise dem Barbican Young Orchestra, Literaturprogrammen des Zentrums und Kooperationen mit Schulen in East London.
Nach der Emeritierung von Marilyn Strathern wurde Henrietta Moore 2008 auf den William-Wyse-Lehrstuhl in Cambridge berufen. 2009 wurde sie Fellow-Professorin am Jesus College in Cambridge.

## Publikationen

### Übersicht (Auswahl)
- Still Life: Hopes Desires and Satisfactions. Cambridge: Polity Press 2011
- Cultural Politics in a Global Age: Uncertainty, Solidarity and Innovation. (eds.) David Held and Henrietta L. Moore. Oxford: One World 2008
- The Subject of Anthropology: Gender, Symbolism and Psychoanalysis. Cambridge: Polity Press 2007
- The Mutual State and How to Build It (with Ed Mayo). London: New Economics Foundation 2001
- Space, Text and Gender: An Anthropological Study of Marakwet of Kenya. 2nd edition – new introduction and conclusion. New York, Guilford Publishing Inc. 1996
- A Passion for Difference: Essays in Anthropology and Gender. Cambridge: Polity Press 1994
- Cutting Down Trees: Gender, Nutrition and Change in the Northern Province of Zambia, 1890–1990 (with Megan A. Vaughan). New York: Heinemann and London: James Currey 1994. (Winner of the 1995 Herskovitz Prize)
- Feminism and Anthropology. Cambridge Polity Press 1988, deutsche Ausgabe: Herlinde Pissarek-Hudelist (Einführung), Sieglinde Denzel (Übersetzerin), Susanne Naumann (Übersetzerin), Mensch und Frau sein. Perspektiven einer feministischen Anthropologie, deutsche Erstausgabe, Gütersloh 1990, (= Gütersloher Taschenbücher Siebenstern, Band 483), ISBN 3-579-00483-2.
- Space, Text and Gender: An Anthropological Study of the Marakwet of Kenya. Cambridge: Cambridge University Press 1986

### Still Life: Hopes Desires and Satisfaction (2011)
In diesem Buch untersucht Henrietta Moore, inwieweit die gegenwärtigen Theorien der Globalisierung der Lebenswirklichkeit der Menschen angemessen sind. Statt abstrakte Prozesse zu studieren, untersucht sie die Hoffnungen, Wünsche und deren Befriedigung im täglichen Leben individueller Menschen.
Sie zieht eine große Bandbreite von Beispielen heran, von afrikanischen Initiationsriten bis zu japanischen Anime, von Cybersex bis zu Liedern von Franz Schubert. Davon ausgehend untersucht sie, wie die Fähigkeit des menschlichen Subjekts zur Selbstgestaltung und zur sozialen Umformung die Gestaltung der Kultur im Zeitalter der Globalisierung beeinflussen. Sie zeigt, wie die Ideen von Sozialanalytikern und Laien sich verbinden und voneinander trennen. Sie plädiert für eine Ethik, die auf dem Verständnis beruht, dass der Mensch das Bedürfnis hat, sich kulturell zu engagieren und den Wandel zu gestalten.

### The Subject of Anthropology: Gender, Symbolism and Psychoanalysis (2007)
In diesem Buch greift Henrietta Moore Erkenntnisse aus Anthropologie, Feminismus und Psychoanalyse auf. Sie entwickelt eine originelle und provozierende Theorie, wie wir unsere geschlechtliche Identität entwickeln. Anhand detaillierter ethnographischer Erhebungen in Afrika und Melanesien vergleicht sie die Stärken und Schwächen einer Reihe von Theorien aus Anthropologie, Feminismus und Psychoanalyse.